# 陳共公
陳共公（？—前614年），媯姓，名朔，為春秋諸侯國陳國君主之一，他為陳穆公兒子，承襲陳穆公擔任該國君主，在位期間為前631年—前614年，共在位18年。